# マーチ・85G

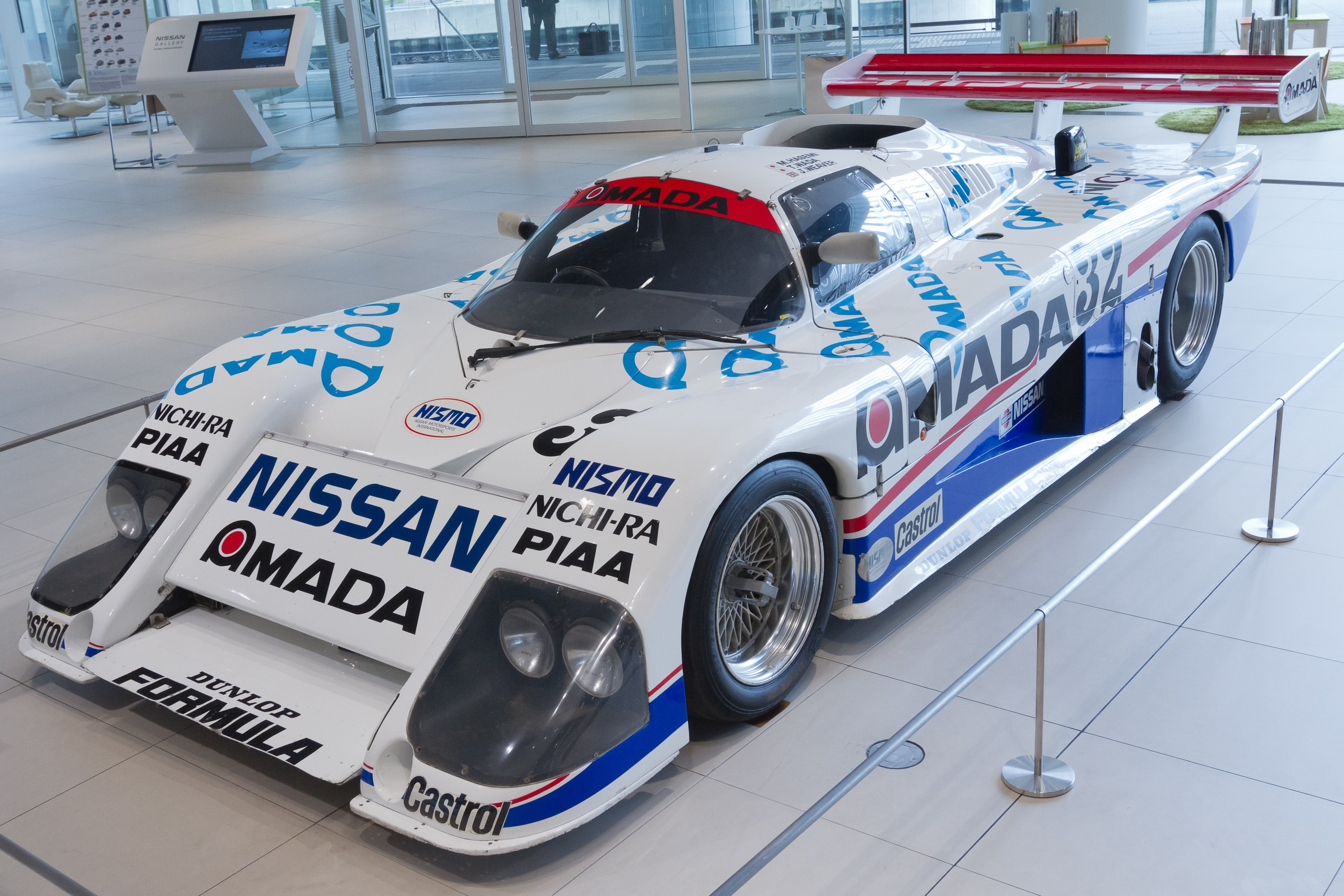
日産・R85V（1986年ルマン24時間レース)

マーチ・85Gは、マーチ・エンジニアリングの1985年型グループC・IMSA-GTP用の販売用シャシ。マーチ85Gシャシは全部で11台製作されている。

## 日産
1985年の全日本耐久選手権（後の全日本スポーツプロトタイプカー耐久選手権）グループCカテゴリー参戦用に日産がマーチより3台購入した。日産自動車のセドリック・グロリア用 3L V型6気筒ターボエンジン・VG30を搭載した。
前年まで惨敗を続けた日産が、巻き返しを期して投入する米・エレクトラモーティブ・チューンのVG30エンジン用シャシとして、ニスモはマーチ・85Gと、エレクトラモーティブも使用するローラ・T810の2種類を購入する両面作戦に出た。マーチはホシノレーシングとハセミモータースポーツ、ローラはセントラル20からのエントリーとなった。
シェイクダウンは日本でなく、米・リバーサイドで行った。デビュー戦は7月の富士500マイル。2戦目の鈴鹿1000kmで早くもポールポジションを獲得。3戦目となるWEC-JAPANでは予選初日にワークス・ポルシェ・962Cを相手に1-2位を独占（翌2日目にポルシェに逆転される）。豪雨の決勝では、海外勢が撤退し2時間に短縮された変則レースながらも星野一義のドライブで初優勝を遂げる。星野は日本人初の世界選手権ウィナーとなった。翌1986年には日産・R85Vの名でル・マン24時間レースに参戦。長谷見昌弘/和田孝夫/ジェームス・ウィーバー組が16位ながら完走している。日産はル・マン初出場で初完走となった。
なお1985年シーズンは「シルビアターボC」「スカイラインターボC」の名前でレースにエントリーしていたが、1986年シーズンから後継のマーチ・86Gは「日産・R86V」の名でエントリーしている。